# Angle inscrit
En geometria, un angle inscrit  és l'angle comprès entre dues cordes (o una secant i una tangent en el cas degenerat, anomenat  semi- inscrit ), que s'intersequen a la circumferència. És a dir, és l'angle definit per dues cordes que comparteixen un extrem.

## Propietats
Mentre que un angle central té una amplitud {\displaystyle \theta } igual a la de l'arc que abasta, la de l'angle inscrit és la meitat de la porció de circumferència en el seu interior, {\displaystyle \theta /2}.
Entre altres resultats, aquesta propietat permet demostrar que els angles oposats d'un quadrilàter cíclic són suplementaris, i que quan dues cordes {\displaystyle a}, {\displaystyle b} s'intersequen a l'interior del cercle, el producte de la longitud dels seus segments és el mateix {\displaystyle a_{1}\cdot a_{2}=b_{1}\cdot b_{2}}.

## Demostració
Per entendre la prova, és útil dibuixar un diagrama com els de les figures.

### Angle inscrit on una corda és un diàmetre

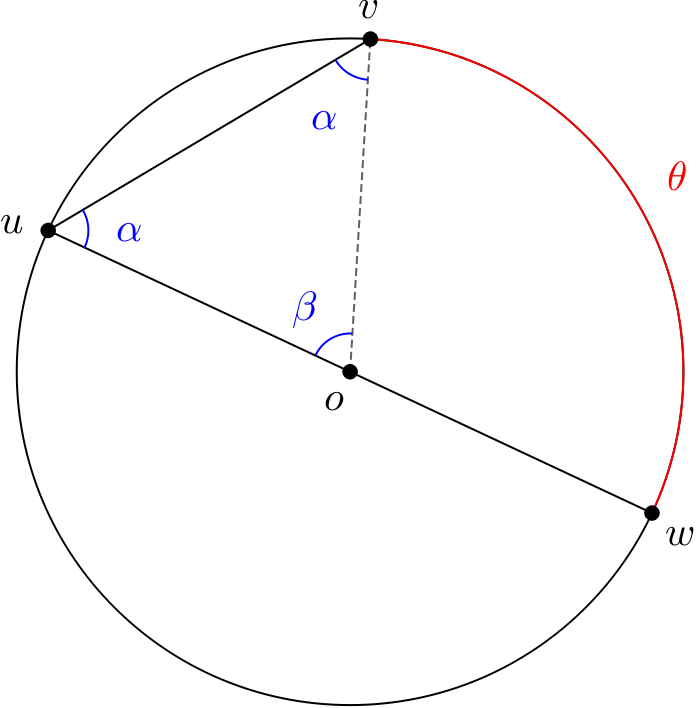
Angle inscrit i arc

Siguin {\displaystyle o} al centre d'un cercle, {\displaystyle u} i {\displaystyle v} dos punts en la circumferència, i {\displaystyle w} l'altre extrem de la corda que passa per {\displaystyle u} i {\displaystyle o}. Sigui {\displaystyle \theta } l'amplitud de l'arc comprès entre les secants {\displaystyle {\bar {uv}}} i {\displaystyle {\bar {uw}}}, i {\displaystyle \alpha } el seu angle inscrit.
L'angle central {\displaystyle \angle wov}, també té amplitud {\displaystyle \theta } i és suplementari de {\displaystyle \angle VOU=\beta }. Per tant, {\displaystyle \theta +\beta =180} °.
Com el triangle {\displaystyle \triangle Vatenir} té dos costats amb longitud igual al radi ({\displaystyle {\bar {oo}}} i {\displaystyle {\bar {lectiu}}}), és isòsceles, per la qual cosa {\displaystyle \angle Vatenir=\alpha }. Atès que la suma dels angles interns d'un triangle és 180 °, hem de {\displaystyle 2\alpha +\beta =180}, però {\displaystyle \beta =180-\theta }, de manera que {\displaystyle 2\alpha +180-\theta =180}, o el que és equivalent, {\displaystyle 2\alpha =\theta }.
Per tant, l'angle inscrit {\displaystyle \alpha } té la meitat de l'amplitud de la porció de cercle en el seu interior {\displaystyle \theta }, {\displaystyle \alpha ={\frac {\theta }{2}}}.